# Slide, Kelly, Slide
Pour plus de détails, voir Fiche technique et Distribution.
Slide, Kelly, Slide est un film américain réalisé par Edward Sedgwick et sorti en 1927.

## Fiche technique
- Réalisation : Edward Sedgwick
- Scénario : Joseph Farnham, A. P. Younger
- Production : Metro-Goldwyn-Mayer
- Photographie : Henry Sharp
- Montage : Frank Sullivan
- Musique : William Axt, David Mendoza
- Société de production : Metro-Goldwyn-Mayer
- Pays de production :  États-Unis
- Genre : Comédie
- Durée : 80 minutes (1 h 20)
- Dates de sortie: 
  - États-Unis : 12 mars 1927

## Distribution
- William Haines : Jim Kelly
- Sally O'Neil : Mary Munson
- Harry Carey : Tom Munson
- Frank Coghlan Jr. : Mickey Martin
- Warner Richmond : Cliff Macklin
- Paul Kelly : Fresbie
- Karl Dane : Swede Hansen
- Guinn 'Big Boy' Williams : McLean
- Mike Donlin
- Irish Meusel
- Bob Meusel
- Tony Lazzeri
- Johnny Mack Brown